# Quaoar
50000 Quaoar este unul dintre cele mai mari obiecte transneptuniene. Anul pe Quaoar durează 288 de ani pământeni. Ca diametru, Quaoar este asemănător cu satelitul lui Pluto, Charon. Acest obiect, (situat în Centura Kuiper), este foarte depărtat de Soare, lumina ajungând acolo în 5 ore.

## Descoperire
Cei care au descoperit acest obiect trans-neptunian sunt astronomii Chad Trujillo și Michael Brown de la Institutul de Tehnologie California. Aceștia l-au descoperit pe data de 4 iunie 2002, anunțând descoperirea pe data de 7 octombrie 2002 Societății Americane de Astronomie.

## Nume
Numele acestei planete pitice provine de la zeul creator din religia Tongva. Tongva sunt niște amerindieni nativi din zonele Los Angeles-ului, locul unde a fost descoperită planeta. Însă denumirea oficială este LM60.

## Sateliți

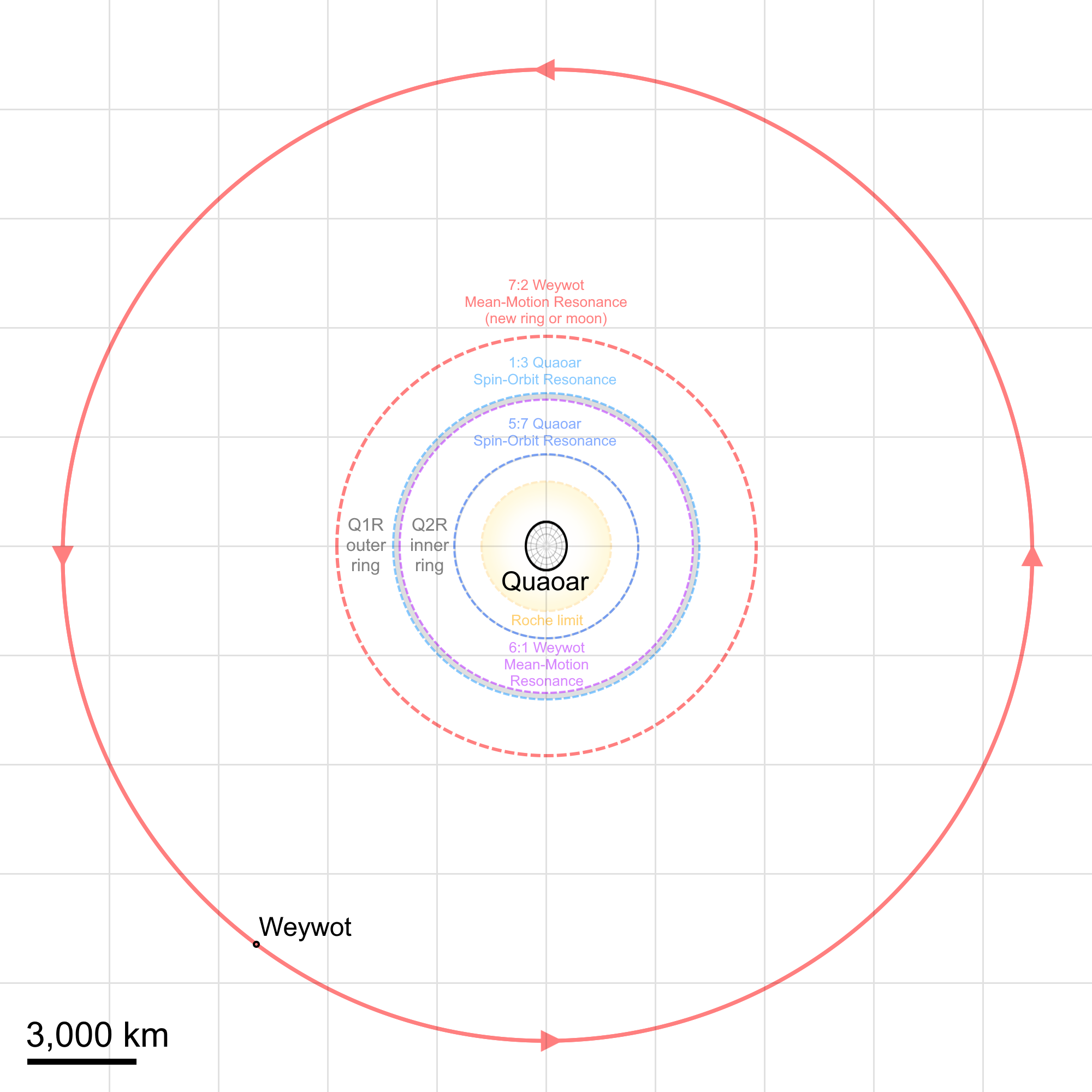
Quaoar și Weywot

Quaoar are doar un singur satelit cunoscut, acesta fiind Weywot, oficial fiind (50000) Quaoar I Weywot. Acesta a fost descoperit de aceleași persoane, la 5 ani după descoperirea Quaoarului, pe data de 22 februarie 2007. Brown a lăsat numele unui alt zeu Tongva, Weywot (zeul cerului) fiul lui Quaoar.